# 2014 RC

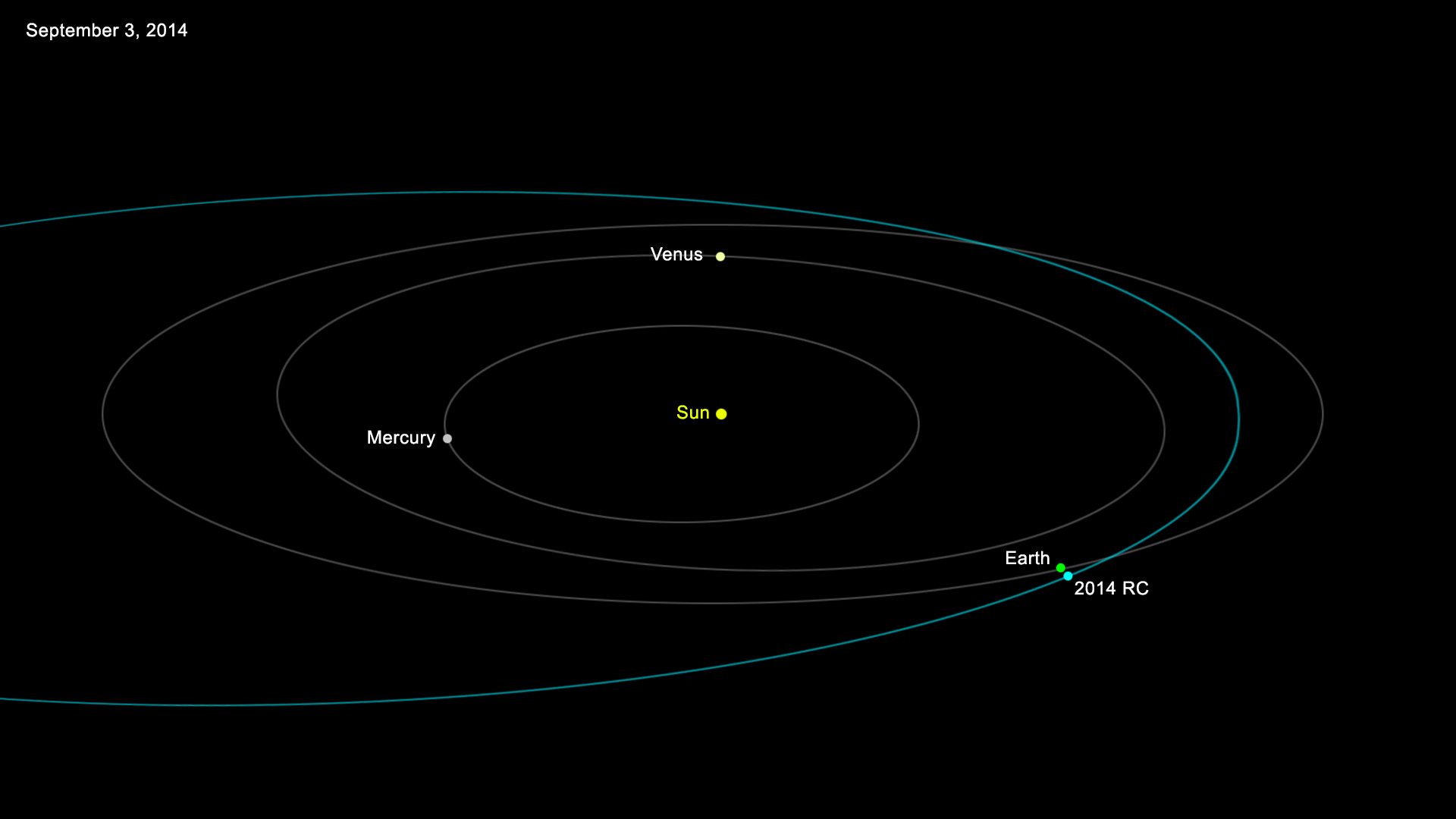
2014 RC

2014 RC en asteroid med en diameter på 12 - 25 meter som 7 september 2014 passerade jorden på endast 33550 kilometers avstånd. Det är den snabbast roterande asteroid som astronomerna observerat. Omloppstiden har beräknats till 549 dygn.
Asteroiden upptäcktes 31 augusti 2014 av en forskargrupp på projektet Catalina Sky Survey, som har som uppgift att hitta potentiellt farliga rymdstenar. Senare observerades den också av astronomer på Hawaii.